# Kościół św. Kazimierza w Warszawie

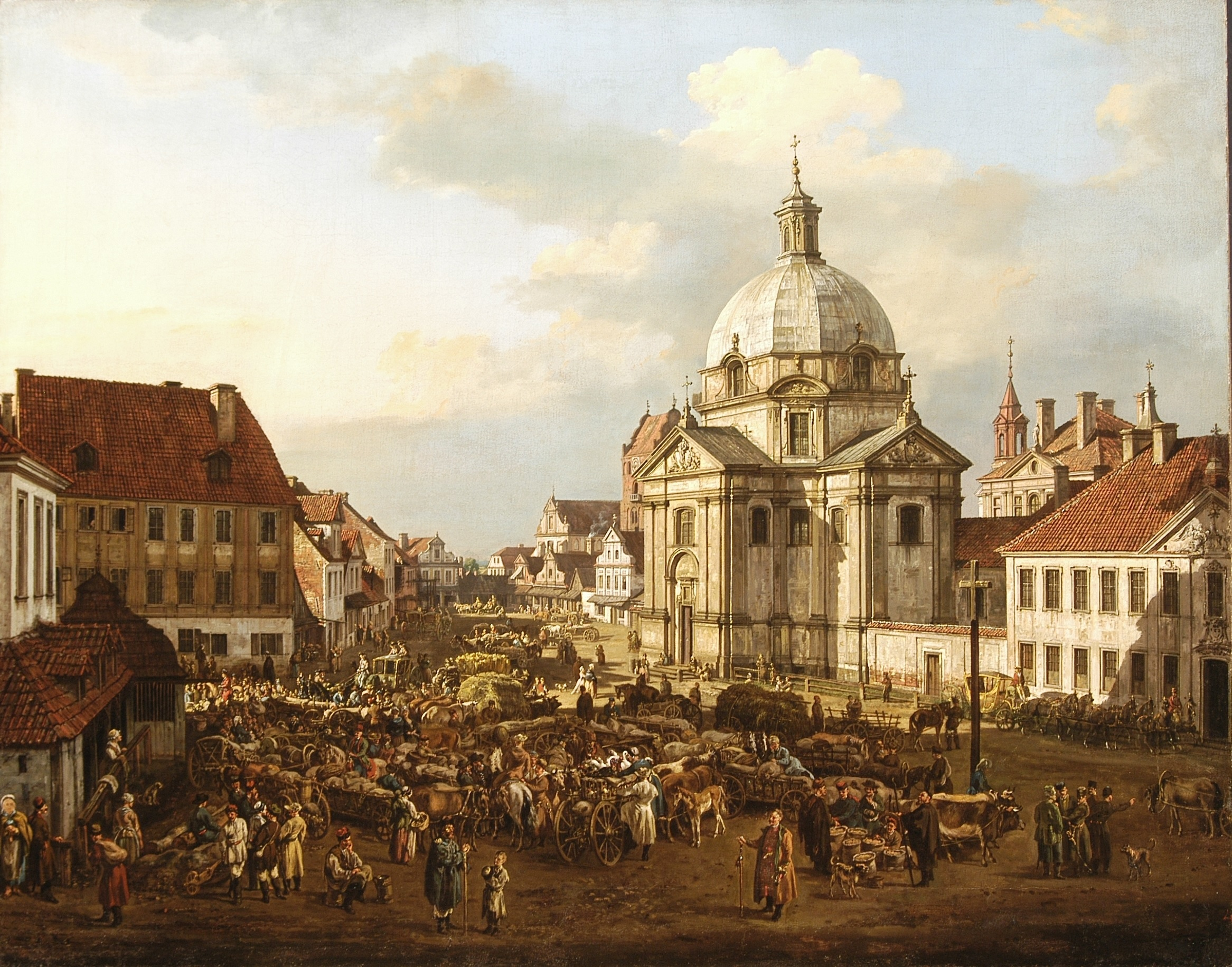
Kościół św. Kazimierza w Warszawie na obrazie Canaletta z 1770 roku

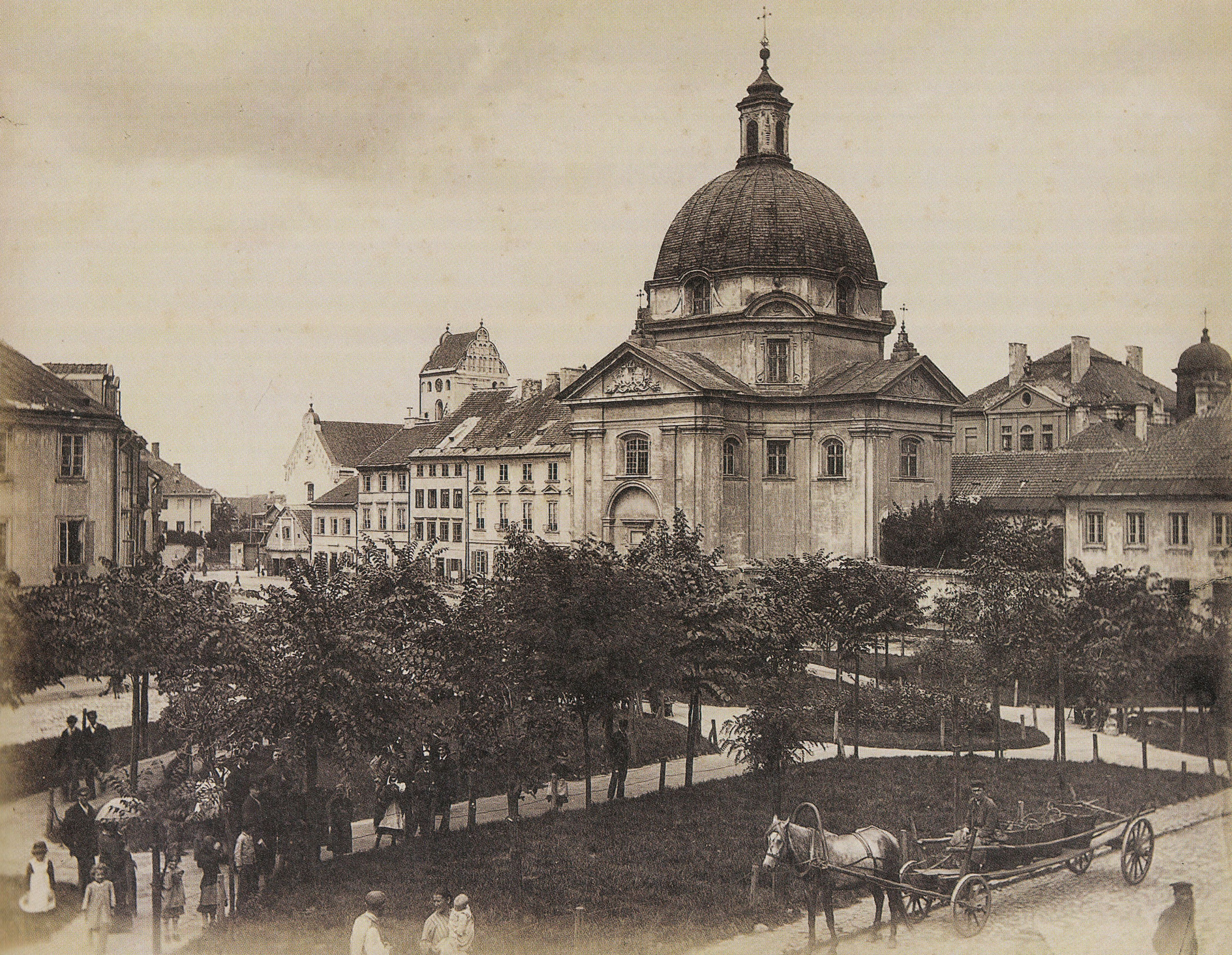
Świątynia ok. 1885 roku

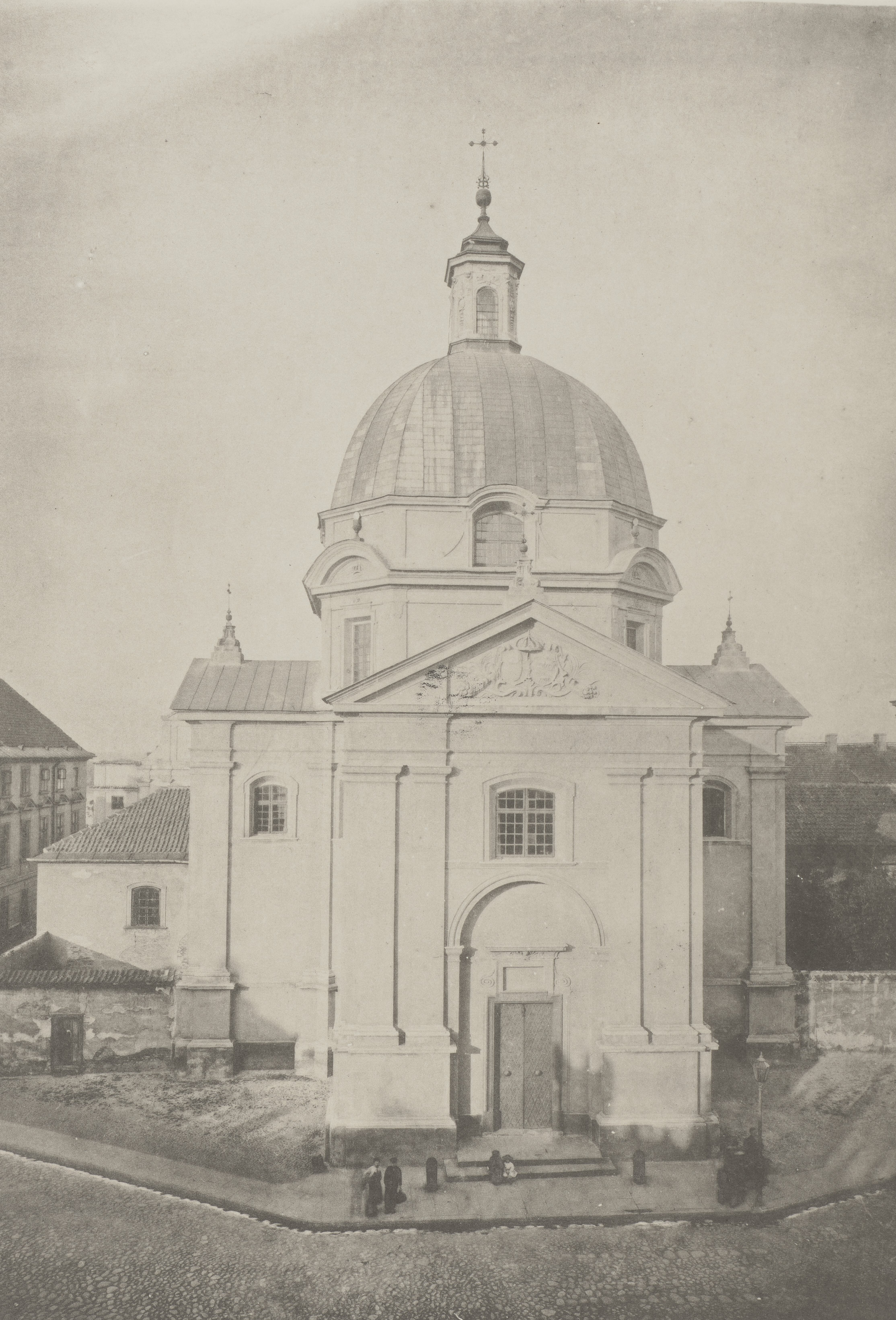
Widok kościoła przed 1900 rokiem

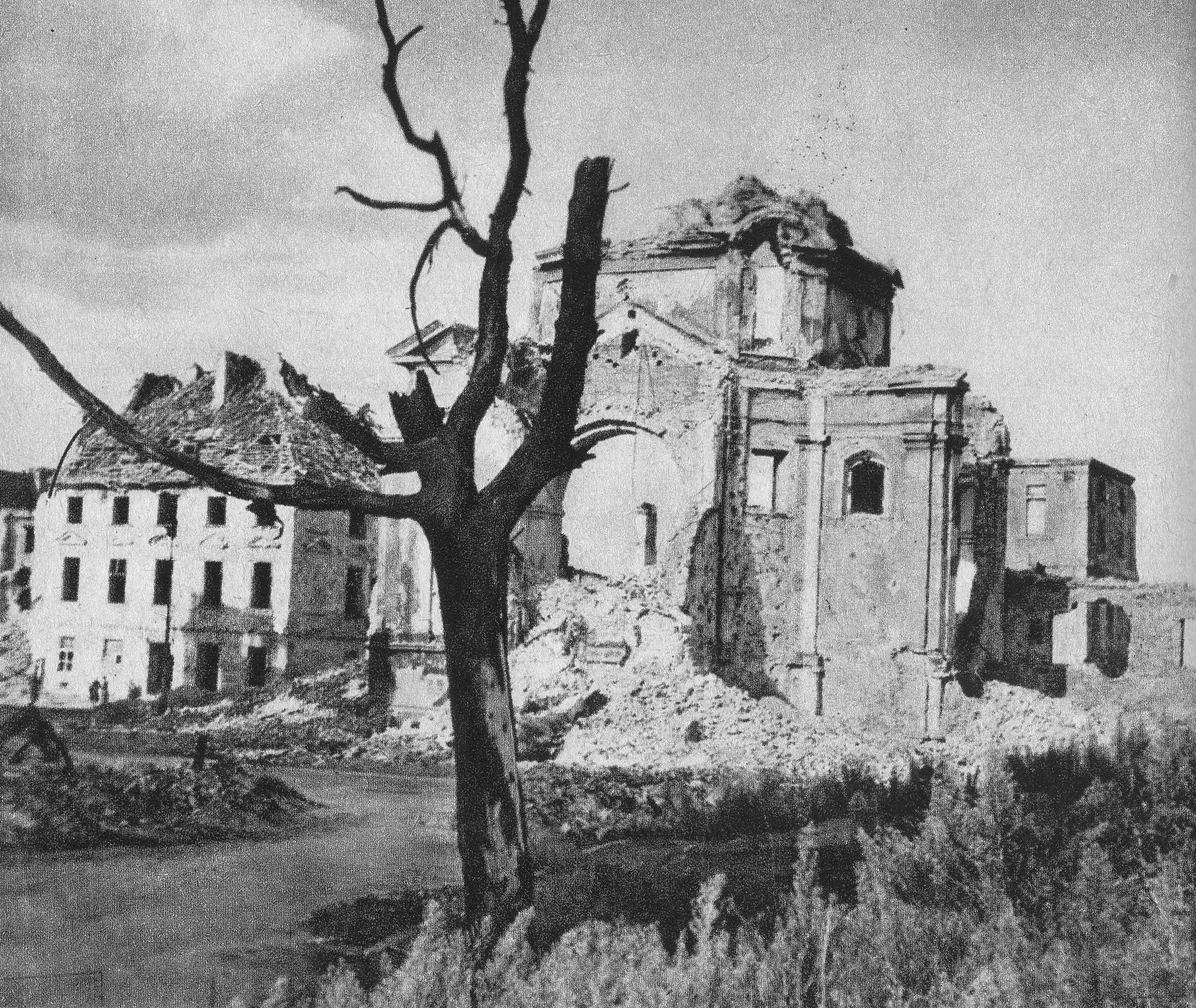
Kościół w 1945 roku

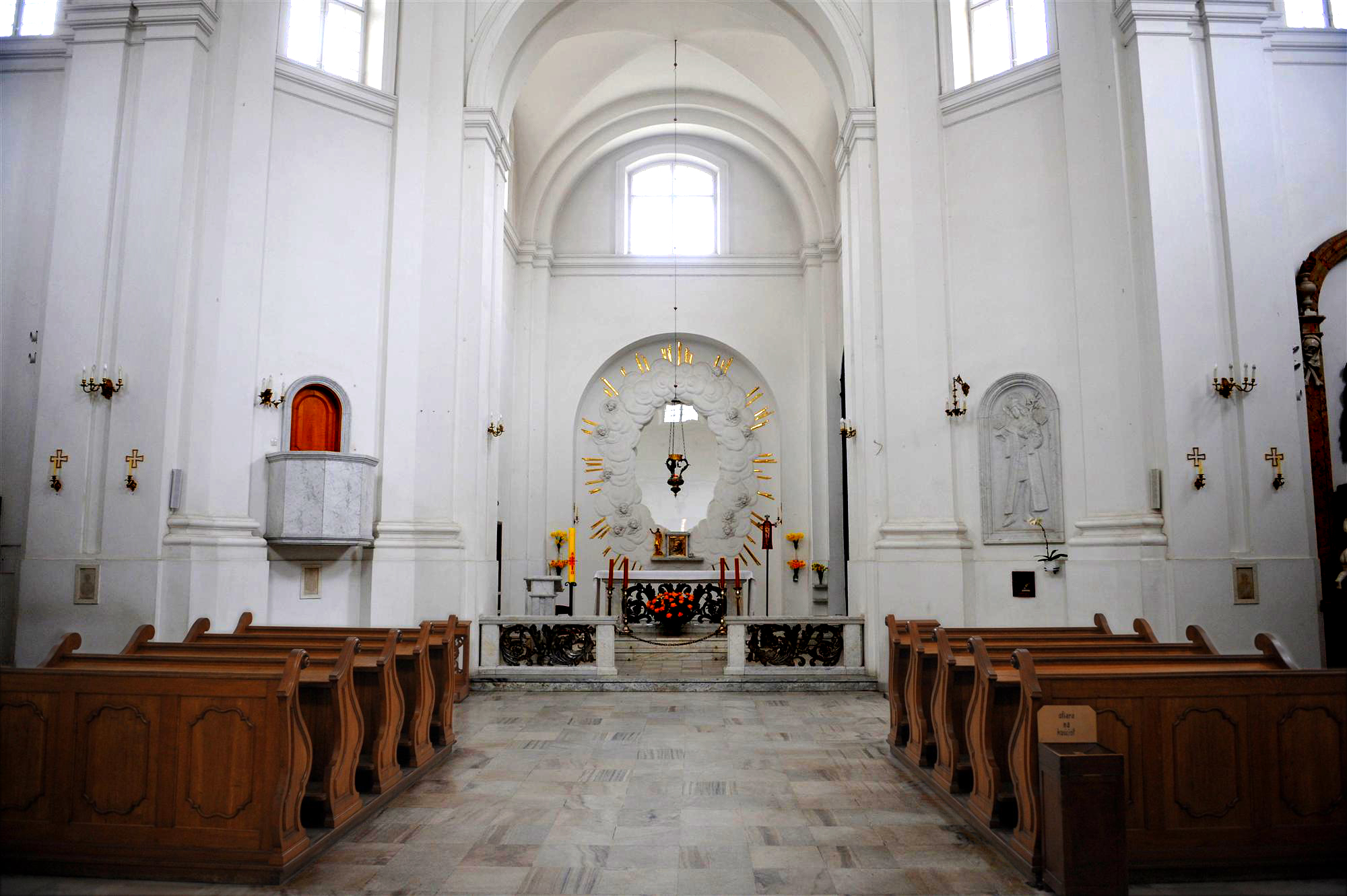
Wnętrze świątyni

Kościół św. Kazimierza (sakramentek) – kościół znajdujący się na Nowym Mieście w Warszawie, przy Rynku Nowego Miasta 2.

## Historia
Kościół pod wezwaniem św. Kazimierza w Warszawie został wzniesiony na terenie posiadłości stolnika wyszogrodzkiego Adama Kotowskiego. Rezydencja została w 1688 zakupiona przez królową Marię Kazimierę Sobieską, która przeznaczyła ją na kościół i klasztor, który miał służyć sprowadzonemu przez nią do Polski zakonowi sakramentek. W latach 1688–1692 rezydencja była przekształcana w zespół kościelno-klasztorny. Projekt budowli został zlecony wybitnemu holenderskiemu architektowi Tylmanowi van Gameren. Dodatkowo budowlą opiekował się nadworny architekt Jana III Sobieskiego Augustyn Locci. W 1692 kościół przykryto kopułą i oddano do użytku w stanie surowym. Według zmodyfikowanych projektów Tylmana van Gameren stworzono ołtarz który konsekrowano w 1715. W kolejnych latach XVIII w dokonywano następujących przeróbek:
- 1718–1721 – Wykonanie iluzjonistycznych ołtarzy bocznych św. Kazimierza i Matki Boskiej.
- 1718 – Zakupienie późnobarokowej ambony.
- 1745–1748 – Kościół wzbogaca się o nowe organy.
- Wzbogacenie świątyni o dwa cenne nagrobki Marii Karoliny z Sobieskich oraz Marii Józefy Sobieskiej.
- 1752 – Wymiana dzwonów na nowe.
- 1769 – Wymiana tabernakulum.
- 1775–1780 – Uzupełnienie tabernakulum tronem eucharystycznym.

W 1740 wybudowano utrzymany w barokowym stylu budynek klasztorny ufundowany przez rodzinę Radziwiłłów prawdopodobnie ze względu na wstąpienie do tego zakonu Anny Kazimiery Petroneli Radziwiłłówny (w klasztorze s. Augustyny). Autorem projektu był włoski architekt Antonio Solar.
W 1794 klasztor stracił większość dóbr, m.in. 73 srebrne elementy dekoracyjne w tym naczynia liturgiczne oraz 4 figury aniołów z ołtarza głównego. Zarekwirowano również blachę pokrywającą dach kościoła co ze względu na warunki atmosferyczne groziło mu ruiną. Jednak dzięki zapobiegliwości przeoryszy klasztoru dach pokryto innym rodzajem blachy a całość została odnowiona i ozdobiona od nowa pod okiem Bonawentury Solariego.
Kościół został mocno uszkodzony w wyniku pożaru spowodowanego uderzeniem pioruna w 1855. Od 1873 roku prowadzono prace remontowe. W latach 1882–1884 otynkowano kościół na zewnątrz, a także wyremontowano kopułę. Prace prowadzono pod kierunkiem Władysława Kosmowskiego. Do roku 1939 klasztor utrzymywał swoją świetność. Bombardowania ominęły klasztor, a w sierpniu 1944 r. otwarto w nim szpital polowy. Od tego momentu kościół znajdował się pod ostrzałem. Został zniszczony 31 sierpnia 1944 r., a pod gruzami straciło życie ok. 1000 osób. Po wojnie prace remontowe trwały w latach 1948–1952.
W 1965 roku świątynia wraz z całym zespołem klasztornym sakramentek została wpisana do rejestru zabytków. 

## Architektura

### Sytuacja przed modernizacją w 1688
Trójkondygnacyjny, mający bogato rozczłonkowaną bryłę budynek, nakryty dachem czterospadowym; część frontowa obiektu obniżona o jedną kondygnację, przykryta połaciami dachu namiotowego, pałac wieńczy trójkątny przyczółek z posągiem w szczycie oraz tympanonem dekorowanym popiersiem w medalionie, podtrzymywanym przez dwie postacie. Partia środkowa elewacji pałacu otrzymała szczególnie bogatą dekorację: część przyziemia z portalem stworzono techniką boniowania czyli profilowania zewnętrznego krawędzi poszczególnych ciosów, natomiast dwie wyższe kondygnacje o wnętrzach pełniących reprezentacyjne funkcje, rozczłonkowane zostały pilastrami ujmującymi okna drugiego piętra, zamknięte łukiem półkolistym, zwieńczone zostało kartuszem herbowym. Dekoracja pilastrów i obramień okien pałacu, opracowana została w formie: muszel, wisiorów, liści akantu, wazonów i zwisających festonów.

### Sytuacja po modernizacji
Elewacja dolnych części świątyni, o wyraźnie wyodrębnionych ramionach krzyża, została rozczłonkowana pilastrami toskańskimi dźwigającymi belkowanie i dachy ramion krzyża. Nawa środkowa nakryta została wyniosłą kopułą, z latarnią zwieńczoną koroną królewską i krzyżem. Monumentalne ramię wejściowe świątyni, pełniące rolę pseudoportyku, ujęto parami wielkich pilastrów i zwieńczono trójkątnym frontonem.
Głęboko przemyślana, symboliczna koncepcja architektoniczna Tylmana była konsekwencją programu ideowego królowej-fundatorki i zakonnic poświęconych nieustannej adoracji Najświętszego Sakramentu. Znalazło to pełne odbicie w architekturze świątyni: w jej centralnym planie, a także monumentalnym ukształtowaniu jej bryły. W tym duchu czytelna jest również oszczędna dekoracja, zdobiąca wejście. Portal wejściowy wieńczy grupa aniołów adorująca monstrancję, fryz belkowania nosi napis DIVO CASIMIRO, a kartusze herbowe Sobieskich i rodziny d’Arquien z koroną monarszą w zwieńczeniu, wypełniają jego trójkątny przyczółek. Kościół posiadał charakterystyczny gzyms rozczłonkowany profilowaniem przy użyciu: wałków, listew i licznych uskoków o zróżnicowanej formie. Projekt gzymsu opracowany został przez Tylmana.

### Początkowe plany
Kościół centralny założony na rzucie krzyża greckiego z pięcioma ołtarzami, umieszczonymi m.in. w ramionach krzyża i wnękach ośmioboku nawy; ramię prezbiterialne świątyni wtopione w zabudowania klasztorne (rozplanowane w czworobok z wewnętrznym dziedzińcem), zawiera nie tylko ołtarz główny ale także chór zakonny. Plan zabudowań klasztornych uwzględnia rozplanowanie szeregu pomieszczeń, ukazując m.in.: dwie zakrystie zewnętrzną i wewnętrzną z kołem obrotowym, a także długi korytarz prowadzący do pałacu Kotowskich. Wnętrze zostało rozczłonkowane pilastrami jońskimi, ujmującymi wielkie arkady (cztery ślepe i cztery otwierające się do ramion krzyża). Prezbiterium z wolnostojącym ołtarzem głównym, zamknięte ścianą z arkadą i oknem, ujęte korytarzami, prowadzącymi do pomieszczeń klasztornych.

### Sytuacja po zmianie planów i częściowej przebudowie
W wyniku poszerzenia ramion krzyża świątyni, rzut jej oraz dyspozycja wnętrza uległy przekształceniu; liczba ołtarzy z pięciu zredukowana została do trzech. Zabudowania klasztorne uległy częściowemu przeorientowaniu w kierunku poprzecznym w stosunku do pierwotnego osiowego założenia, powodując powiększenie wewnętrznego dziedzińca i odmienny układ pomieszczeń. Wnętrze świątyni rozczłonkowane jońskimi pilastrami, ujmującymi wielkie arkady, otwierające się do ramion krzyża; w górnej partii ścian, oddzielonej gzymsem, usytuowane prostokątne okna; nawa centralna nakryta kopułą z latarnią i osadzona na wysokim tamburze; ściana prezbiterium z widokiem na ołtarz główny, z arkadą otwierającą się na chór zakonny i prostokątnym oknem o bogatym obramowaniu. Kościelne ołtarze wykonane iluzjonistyczną techniką malarstwa ściennego przedstawiały św. Kazimierza oraz Matkę Boską. Znajdowała się tam również późnobarokowa ambona zdobiona wykonanymi ze stiuki aniołami. W środku przy ścianie umieszczone były dwa nagrobki: Marii Karoliny de Bouillon z Sobieskich oraz Marii Józefy z Wesslów Sobieskiej. Jeden z tych nagrobków został po II wojnie światowej zrekonstruowany przez Antoniego Szymanowskiego. W kościele znajdowała się również ogromna liczba obrazów bezpowrotnie utracona w 1794. Kościół posiadał wiele drogich srebrnych naczyń liturgicznych i innych zdobień np. 12 lichtarzy augsburskich, 5 pozłacanych relikwiarzy oraz 52 mniejsze naczynia srebrne.